# An Jae-jun
Đây là một tên người Triều Tiên, họ là Ahn.
An Jae-jun (tiếng Hàn: 안재준; sinh ngày 8 tháng 2 năm 1986) là một trung vệ bóng đá Hàn Quốc, thi đấu cho Seongnam FC.

## Thống kê sự nghiệp câu lạc bộ
| Thành tích câu lạc bộ | Thành tích câu lạc bộ | Thành tích câu lạc bộ | Giải vô địch | Giải vô địch | Cúp     | Cúp       | Cúp Liên đoàn | Cúp Liên đoàn | Châu lục | Châu lục  | Tổng cộng | Tổng cộng |
| Mùa giải              | Câu lạc bộ            | Giải vô địch          | Số trận      | Bàn thắng    | Số trận | Bàn thắng | Số trận       | Bàn thắng     | Số trận  | Bàn thắng | Số trận   | Bàn thắng |
| Hàn Quốc              | Hàn Quốc              | Hàn Quốc              | Giải vô địch | Giải vô địch | Cúp KFA | Cúp KFA   | Cúp Liên đoàn | Cúp Liên đoàn | Châu Á   | Châu Á    | Tổng cộng | Tổng cộng |
| --------------------- | --------------------- | --------------------- | ------------ | ------------ | ------- | --------- | ------------- | ------------- | -------- | --------- | --------- | --------- |
| 2008                  | Incheon United        | K League 1            | 21           | 0            | 1       | 0         | 7             | 0             | -        | -         | 29        | 0         |
| 2009                  | Incheon United        | K League 1            | 27           | 0            | 1       | 0         | 6             | 0             | -        | -         | 34        | 0         |
| 2010                  | Incheon United        | K League 1            | 24           | 1            | 2       | 0         | 4             | 0             | -        | -         | 30        | 1         |
| 2011                  | Chunnam Dragons       | K League 1            | 27           | 1            | 2       | 0         | 0             | 0             | -        | -         | 29        | 1         |
| 2012                  | Chunnam Dragons       | K League 1            | 32           | 1            | 2       | 0         | -             | -             | -        | -         | 34        | 1         |
| Tổng cộng sự nghiệp   | Tổng cộng sự nghiệp   | Tổng cộng sự nghiệp   | 131          | 3            | 8       | 0         | 17            | 0             |          |           | 156       | 3         |